# Aleksander Humnicki (zm. 1704)
Aleksander Humnicki herbu Gozdawa (zm. w 1704 roku) – cześnik sanocki w latach 1687-1699, sędzia skarbowy ziemi sanockiej w 1690 roku.
Był członkiem konfederacji sandomierskiej 1704 roku.